# Mulualem Girma Teshale
Mulualem Teshale (ur. 12 września 1987) – etiopski pływak.
Wystartował na igrzyskach olimpijskich w Londynie w wyścigu na 50 metrów stylem dowolnym, gdzie zajął przedostatnie, 57. miejsce.